# Ахмедов, Михаил Владимирович
Миха́ил Влади́мирович Ахме́дов (24 апреля 1925 — 27 августа 1989) — участник Великой Отечественной войны, стрелок-автоматчик 3-го стрелкового батальона 241-го гвардейского стрелкового полка 75-й гвардейской стрелковой дивизии 30-го стрелкового корпуса 60-й армии Центрального фронта, гвардии красноармеец, Герой Советского Союза (1943) , позднее — гвардии подполковник.

## Биография
Родился 24 апреля 1925 года в селе Васильково Славгородского уезда Омской губернии (ныне урочище Васильковка на территории Новоключевского сельсовета Купинского района Новосибирской области) в семье рабочего (по другим данным — в селе Татарское Омской области). Башкир.
Учился в Байрам-Алийском техникуме сельскохозяйственных машин (Туркмения).
В Красной армии с февраля 1943 года. Член ВКП(б) с 1944 года. В боях Великой Отечественной войны с августа 1943 года, стрелок 241-го гвардейского стрелкового полка 75-й гвардейской стрелковой дивизии.
Уже в первых боях проявил доблесть и мужество. В Приказе по 241-му гвардейскому стрелковому полку № 26/н от 29.09.1943 г. командир полка гвардии подполковник Бударин Н. П., награждая стрелка 7-й стрелковой роты гвардии красноармейца Ахмедова М. В. медалью «За отвагу», отметил:

В боях на Киевском направлении 23.9.43 г. показал себя мужественным воином, в рукопашной схватке лично уничтожил 4-х гитлеровцев, кроме того, вынес с поля боя 2-х тяжело раненых бойцов с их оружием.
Особенно отличился стрелок-автоматчик 3-го стрелкового батальона 241-го гвардейского стрелкового полка Ахмедов М. В. при форсировании реки Днепр севернее Киева, в боях при захвате и удержании плацдарма в районе сел Глебовка и Ясногородка (Вышгородский район Киевской области) на правом берегу Днепра осенью 1943 года. В наградном листе командир 241-го гвардейского стрелкового полка 75-й гвардейской стрелковой дивизии гвардии подполковник Бударин Н. П. написал:

23.9.43 г., будучи в передовой группе, после форсирования Десны вышел на левый берег Днепра, из бревен соорудил плотик и под огнём противника одним из первых вышел на правый берег Днепра. Полураздетый, когда противник перешёл в контратаку, тов. Ахмедов, зайдя с фланга, открыл огонь и этим самым создал видимость полуокружения немцев, в силу чего немцы отступили и наши подразделения с форсирования перешли в наступление. В этом бою тов. Ахмедов лично уничтожил 37 гитлеровцев.
С 24.9.1943 года до 29.9.1943 года непрерывно находился в разведке, по возвращении из таковой давал очень ценные сведения о месте нахождения артиллерии и пехоты противника.

В наступлении и обороне проявляет исключительное мужество и своими геройскими примерами воодушевляет остальных бойцов. 
Указом Президиума Верховного Совета СССР от 17 октября 1943 года за успешное форсировании реки Днепр севернее Киева, прочное закрепление плацдарма на западном берегу реки Днепр и проявленные при этом мужество и геройство гвардии красноармейцу Ахмедову Михаилу Владимировичу присвоено звание Героя Советского Союза с вручением ордена Ленина и медали «Золотая Звезда».
Во время освобождения Беларуси гвардии старший сержант Ахмедов М. В. в составе группы разведчиков проник в немецкий тыл, чтобы световыми, дымовыми и радиосигналами наводить американские бомбардировщики на скопления вражеских войск, цистерны с горючим, танки. В июле 1944 года под Витебском американский генерал от имени президента США Ф. Д. Рузвельта в присутствии маршала Г. К. Жукова вручил шести наиболее отличившимся разведчикам, в том числе Ахмедову М. В., американский орден Серебряная Звезда.
В последующих боях комсорг 3-го стрелкового батальона 212-го гвардейского стрелкового полка 75-й гвардейской стрелковой дивизии гвардии старший сержант Ахмедов М. В. проводил «большую подготовительную работу с личным составом перед боем. До боев и во время боев тов. Ахмедов организовал прием в комсомол 31 человек, вместе с бойцами шел в наступление, первым ворвался в траншеи противника, тем самым увлекая за собой всю несоюзную молодёжь». Приказом войскам 65 армии № 376/н от 03.08.1944 был награждён орденом Отечественной войны 2-й степени.
За бои в Прибалтике гвардии младший лейтенант Ахмедов М. В. был награждён орденом орденом Красной Звезды. В наградном листе командир 212-го гвардейского стрелкового полка гвардии полковник Чусовитин И. А. написал:

Ахмедов показал образцы организации комсомольской работы. В боевых порядках своими личными примерами воодушевлял союзную и несоюзную молодёжь на героические подвиги в борьбе за освобождение Прибалтики и города Рига от немецких захватчиков. В боях в районе перекрестка восточнее Бедери лично сам участвовал в отражении 3 контратак противника. 
Орденом Отечественной войны 1-й степени комсорг 3-го стрелкового батальона 212-го гвардейского Рижского стрелкового полка 75-й гвардейской дважды Краснознамённой Бахмачской ордена Суворова стрелковой дивизии гвардии младший лейтенант Ахмедов М. В. был награждён в феврале 1945 года. В наградном листе командир полка гвардии полковник Воробьев А. П. писал:

В боях за населённый пункт Заллентин 17-19.2.1945 г. сумел хорошо подготовить и мобилизовать комсомольцев на выполнение боевого приказа командира, в тяжёлых условиях боев в населённом пункте комсомольцы батальона показали образцы храбрости и стойкости, погибали смертью храбрых, но не отходили ни шагу назад. В критические минуты боя 19.2.1945 года при отражении контратаки, когда выбыл из строя расчет, тов. Ахмедов лег за пулемёт и ливнем огня поливал противника, и когда был разбит пулемёт он взял в руки автомат и продолжал отбивать атаки противника.

После войны М. В. Ахмедов продолжал службу в Вооружённых Силах СССР. В 1947 году он окончил курсы политсостава Московского военного округа, в 1957 году экстерном — Московское общевойсковое командное училище. С 1965 года подполковник Ахмедов М. В. — в запасе, а затем в отставке.
Жил в Воронеже. Скончался 27 августа 1989 года.

## Награды
- Медаль «Золотая Звезда» Героя Советского Союза (№ 1547)
- Орден Ленина
- Два ордена Отечественной войны I степени
- Орден Отечественной войны II степени
- Орден Красной Звезды
- Орден Серебряная Звезда США[10]
- Медали, в том числе:
  - Медаль «За отвагу»
  - Медаль «За победу над Германией в Великой Отечественной войне 1941—1945 гг.»
  - Юбилейная медаль «Двадцать лет Победы в Великой Отечественной войне 1941—1945 гг.»
  - Юбилейная медаль «Тридцать лет Победы в Великой Отечественной войне 1941—1945 гг.»
  - Юбилейная медаль «Сорок лет Победы в Великой Отечественной войне 1941—1945 гг.»

## Память
- Имя Героя носит школа № 10 города Челябинска.